# Saison 2015 de l'Impact de Montréal
Maillots
Chronologie
Saison précédente Saison suivante
La saison 2015 de l'Impact de Montréal est la quatrième saison en Major League Soccer (D1 nord-américaine) de l'histoire du club.

## Avant-saison

### Transferts
| Date                 | Nom                    | Nationalité   | Poste                            | Modalité | Provenance/Destination |
| Recrutement hivernal |                        |               |                                  | |                        |
| 2 novembre 2014      | Blake Smith            | États-Unis    | Ailier gauche                    | Retour de prêt | Eleven d'Indy          |
| 2 novembre 2014      | Zakaria Messoudi       | Canada        | Milieu offensif                  | Retour de prêt | Fury d'Ottawa          |
| 19 novembre 2014     | Donny Toia             | États-Unis    | Latéral gauche                   | Repêchage de dissolution (6e choix) | Chivas USA             |
| 24 novembre 2014     | Adam Braz              | Canada        | Directeur technique              | |                        |
| 1er décembre 2014    | Marco Donadel          | Italie        | Milieu défensif                  | Signé libre | SSC Naples             |
| 10 décembre 2014     | Nigel Reo-Coker        | Angleterre    | Milieu défensif                  | Repêchage des joueurs disponibles (1er choix)                                                                                          | Chivas USA             |
| 12 décembre 2014     | Eric Kronberg          | États-Unis    | Gardien de but                   | Première phase du repêchage intra-ligue (1er choix)                                                                                    | Sporting Kansas City   |
| 18 décembre 2014     | Bakary Soumare         | Mali          | Défenseur central                | Deuxième phase du repêchage intra-ligue (1er choix, contrat signé le 06/01/15)                                                         | Chicago Fire           |
| 5 janvier 2015       | Andrés Romero          | Argentine     | Milieu offensif                  | Transfert définitif | Tombense FC            |
| 10 janvier 2015      | Víctor Cabrera         | Argentine     | Défenseur central                | Prêt (1 an) | River Plate            |
| 15 janvier 2015      | Romario Williams       | Jamaïque      | Attaquant                        | 3e choix du MLS SuperDraft (contrat Génération Adidas)                                                                                 | UCF Knights            |
| 19 janvier 2015      | Enzo Concina           | Canada        | Entraineur adjoint               | - | D.C. United            |
| 20 janvier 2015      | Cameron Porter         | États-Unis    | Attaquant                        | 45e choix du MLS SuperDraft (contrat signé le 07/02/15)                                                                                | Princeton Tigers       |
| 20 janvier 2015      | Cameron Iwasa          | États-Unis    | Attaquant                        | 65e choix du MLS SuperDraft | UC Irvine Anteaters    |
| 22 janvier 2015      | Laurent Ciman          | Belgique      | Défenseur                        | Signé libre | Standard Liège         |
| 25 janvier 2015      | Santiago González      | Uruguay       | Attaquant                        | Retour de prêt | Danubio FC             |
| 27 janvier 2015      | Ambroise Oyongo        | Cameroun      | Latéral gauche                   | Échange avec Alexander, une allocation monétaire et une place de joueur étranger contre Felipe et le 1er rang de la liste d'allocation | New York Red Bulls     |
| 27 janvier 2015      | Eric Alexander         | États-Unis    | Milieu de terrain                | Échange avec Oyongo, une allocation monétaire et une place de joueur étranger contre Felipe et le 1er rang de la liste d'allocation    | New York Red Bulls     |
| 27 janvier 2015      | Dominic Oduro          | Ghana         | Attaquant                        | Échange contre une allocation monétaire                                                                                                | Toronto FC             |
| 5 février 2015       | Kristian Nicht         | Allemagne     | Gardien de but                   | Prêt (1 mois) | Indy Eleven            |
| 16 mars 2015         | Kristian Nicht         | Allemagne     | Gardien de but                   | Prêt (1 match) | Indy Eleven            |
| 4 avril 2015         | John Smits             | Canada        | Gardien de but                   | Prêt (1 match) | FC Edmonton            |
| 12 avril 2015        | Kenny Cooper           | États-Unis    | Attaquant                        | Ballotage des joueurs libres | libre                  |
| 19 avril 2015        | John Smits             | Canada        | Gardien de but                   | Prêt (1 match) | FC Edmonton            |
| 27 avril 2015        | Kristian Nicht         | Allemagne     | Gardien de but                   | Transfert définitif | Indy Eleven            |
| 16 juillet 2015      | Kyle Bekker            | Canada        | Milieu défensif                  | Échange contre Bakary Soumare | FC Dallas              |
| 27 juillet 2015      | Didier Drogba          | Côte d'Ivoire | Buteur                           | Signé libre | Chelsea FC             |
| 3 aoû 2015           | Johan Venegas          | Costa Rica    | Milieu offensif                  | Transfert | LD Alajuelense         |
| Départs              |                        |               |                                  | |                        |
| 26 octobre 2014      | Marco Di Vaio          | Italie        | Buteur                           | Retraite sportive |                        |
| 31 octobre 2014      | Matteo Ferrari         | Italie        | Défenseur central                | Option déclinée |                        |
| 31 octobre 2014      | Mamadou Danso          | Gambie        | Défenseur central                | Option déclinée | Carolina Railhawks     |
| 31 octobre 2014      | Zakaria Messoudi       | Canada        | Milieu offensif                  | Option déclinée | FC Montréal            |
| 31 octobre 2014      | James Bissue           | Ghana         | Milieu de terrain                | Option déclinée |                        |
| 4 novembre 2014      | Matt Jordan            | États-Unis    | Vice-président Directeur général | - | Houston Dynamo         |
| 25 novembre 2014     | Gorka Larrea           | Espagne       | Milieu de terrain                | Option du contrat décliné |                        |
| 25 novembre 2014     | Troy Perkins           | États-Unis    | Gardien de but                   | Soumis au repêchages intra-ligue | Seattle Sounders FC    |
| 10 décembre 2014     | Heath Pearce           | États-Unis    | Défenseur                        | Repêchages d'expansion (13e choix) | Orlando City SC        |
| 10 décembre 2014     | Gege Soriola           | Nigeria       | Défenseur                        | Option de contrat déclinée |                        |
| 16 janvier 2015      | Issey Nakajima-Farran  | Canada        | Milieu offensif                  | Libéré | CF Suburense           |
| 19 janvier 2015      | Nikólaos Kounenákis    | Grèce         | Entraineur adjoint               | Contrat non renouvelé |                        |
| 27 janvier 2015      | Felipe                 | Brésil        | Milieu offensif                  | Echangé avec le 1er rang de la liste d'allocation contre Oyongo, Alexander, une allocation monétaire et une place de joueur étranger   | New York Red Bulls     |
| 6 février 2015       | Karl Ouimette          | Canada        | Défenseur central                | Libéré | New York Red Bulls     |
| 11 février 2015      | Krzysztof Król         | Pologne       | Arrière gauche                   | Rachat de contrat | AEL Kallonis           |
| 5 mars 2015          | Kristian Nicht         | Allemagne     | Gardien de but                   | Retour de prêt | Indy Eleven            |
| 26 mars 2015         | Louis Béland-Goyette   | Canada        | Milieu de terrain                | Retrait effectif | FC Montréal            |
| 30 mars 2015         | Santiago González      | Uruguay       | Attaquant                        | Rupture de contrat à l'amiable | Sud América            |
| 4 mai 2015           | Kristian Nicht         | Allemagne     | Gardien de but                   | Libéré | Indy Eleven            |
| 7 mai 2015           | Blake Smith            | États-Unis    | Ailier gauche                    | Libéré |                        |
| 30 juin 2015         | Adrián López Rodríguez | Espagne       | Défenseur central                | Fin de contrat | AGF Århus              |
| 16 juillet 2015      | Bakary Soumare         | Mali          | Défenseur central                | Échange contre Kyle Bekker | FC Dallas              |
| 4 août 2015          | Jack McInerney         | États-Unis    | Buteur                           | Échange contre un choix de 2e ronde de MLS SuperDraft 2016                                                                             | Columbus Crew SC       |
| 6 octobre 2015       | Jérémy Gagnon-Laparé   | Canada        | Milieu défensif                  | Prêt pour le reste de la saison | Fury d'Ottawa          |

## Préparation

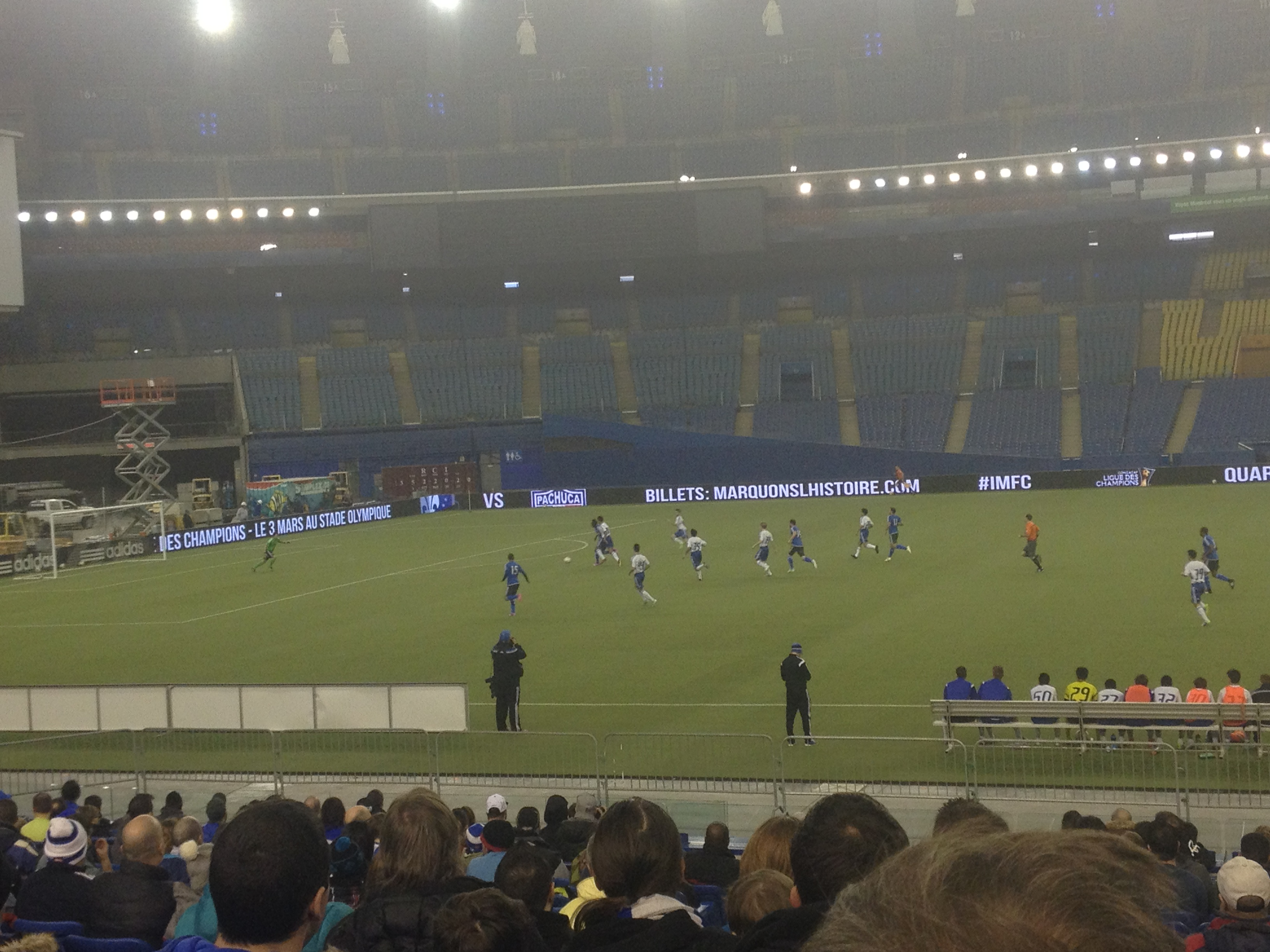
Première pratique publique de l'Impact de Montréal au Stade olympique le 31 janvier 2015 contre l'équipe U16.

L'équipe reprend l'entraînement le 23 janvier 2015 à Montréal au Stade olympique avec une première pratique ouverte au public le 31 janvier opposant l'équipe professionnelle aux U16 devant plus de 700 personnes. Un match contre les U18 est organisé une semaine plus tard.
Le 8 février 2015, l'équipe rejoint Mexico pour poursuivre sa préparation dans les installations du CD Cruz Azul.

## Ligue des champions de la CONCACAF 2014-2015
À noter que les horaires sont indiqués en Heure normale de l'Est, soit le fuseau de Montréal.

### Quart-de-finale
| 24 février 2015 | CF Pachuca | 2 - 2   | Impact de Montréal | Estadio Hidalgo, Pachuca                    |                                             |
| 22:00           | Heriberto Olvera 57e · Ariel Nahuelpán 68e | (0 - 1) | 25e 53e Dilly Duka | Spectateurs : 12 000 Arbitrage : Jhon Pitti | Spectateurs : 12 000 Arbitrage : Jhon Pitti |
| 22:00           | Rapport |         | | Spectateurs : 12 000 Arbitrage : Jhon Pitti | Spectateurs : 12 000 Arbitrage : Jhon Pitti |
| 22:00           | Perez - Pizarro, Herrera, Mosquera ( 89e), Olvera - Galaviz, Juarez ( 88e Salinas), Damm ( 77e Lopez), Moreira ( 58e Nahuelpán), Lozano ( 84e) - Cano | Équipes | Bush - Toia, Ciman, Soumare, Víctor Cabrera ( 70e Camara ( 79e)) - Donadel ( 73e Mallace), Reo-Coker, Duka, Piatti ( 87e, Mapp ( 335e) - Oduro ( 81e Porter) | Spectateurs : 12 000 Arbitrage : Jhon Pitti | Spectateurs : 12 000 Arbitrage : Jhon Pitti |

| 3 mars 2015 | Impact de Montréal | 1 - 1   | CF Pachuca | Stade olympique, Montréal                       |                                                 |
| 20:00       | Cameron Porter 90+4e | (0 - 0) | 80e (pen.) Germàn Cano | Spectateurs : 38 104 Arbitrage : Henry Bejarano | Spectateurs : 38 104 Arbitrage : Henry Bejarano |
| 20:00       | Rapport |         | | Spectateurs : 38 104 Arbitrage : Henry Bejarano | Spectateurs : 38 104 Arbitrage : Henry Bejarano |
| 20:00       | Bush - Toia, Ciman, Soumare, Cabrera - Donadel ( 65e Mallace), Reo-Coker ( 59e, 85e Porter), Duka, Piatti, Mapp ( 55e) - Oduro ( 78e McInerney) | Équipes | Perez ( 90+2e) - Pizarro, Herrera ( 37e), Mosquera, Ayoví - Gutiérrez, Mascorro ( 46e Damm), Lozano - Hernández ( 56e), Nahuelpán ( 69e Sornoza), Cano ( 88e Martínez) | Spectateurs : 38 104 Arbitrage : Henry Bejarano | Spectateurs : 38 104 Arbitrage : Henry Bejarano |

### Demi-finale
| 18 mars 2015 | Impact de Montréal | 2 - 0   | LD Alajuelense | Stade olympique, Montréal                     |                                               |
| 20:00        | Ignacio Piatti 9e · Víctor Cabrera 14e | (2 - 0) | | Spectateurs : 33 675 Arbitrage : Jair Marrufo | Spectateurs : 33 675 Arbitrage : Jair Marrufo |
| 20:00        | Rapport |         | | Spectateurs : 33 675 Arbitrage : Jair Marrufo | Spectateurs : 33 675 Arbitrage : Jair Marrufo |
| 20:00        | Bush - Cabrera, Soumare ( 59e), Ciman, Toia - Reo-Coker, Donadel ( 62e Mallace), Oduro, Piatti ( 76e Bernier), Duka ( 46e Tissot) - Porter | Équipes | Lewis - Salvatierra, Acosta, López ( 36e), Soto ( 68e) - Gutiérrez ( 32e), Venegas, Rodríguez, Matarrita ( 65e Gabas) - McDonald ( 54e Calvo), Ortiz ( 74e Sánchez) | Spectateurs : 33 675 Arbitrage : Jair Marrufo | Spectateurs : 33 675 Arbitrage : Jair Marrufo |

| 7 avril 2015 | LD Alajuelense | 4 - 2   | Impact de Montréal | Estadio Alejandro Morera Soto, Alajuela       |                                               |
| 22:00        | Pablo Gabas 47e 61e · Allen Guevara 79e · Jonathan McDonald 90+3e                                                                                          | (0 - 1) | 42e Jack McInerney · 72e Andrés Romero | Spectateurs : 17 895 Arbitrage : Joel Aguilar | Spectateurs : 17 895 Arbitrage : Joel Aguilar |
| 22:00        | Rapport |         | | Spectateurs : 17 895 Arbitrage : Joel Aguilar | Spectateurs : 17 895 Arbitrage : Joel Aguilar |
| 22:00        | Lewis - Acosta, Gutiérrez, López - Rodríguez ( 68e Guevara), Calvo ( 59e Ortiz), Venegas, Gabas ( 70e), Matarrita - Alonso ( 81e Sánchez), McDonald ( 19e) | Équipes | Bush ( 33e) - Toia, Ciman, Soumare, Cabrera - Mallace, Reo-Coker, Duka ( 61e Romero), Piatti, Oduro ( 43e, 82e Tissot) - McInerney ( 70e, 70e Bernier) | Spectateurs : 17 895 Arbitrage : Joel Aguilar | Spectateurs : 17 895 Arbitrage : Joel Aguilar |

### Finale
| Finale - match aller               | Club América | 1 - 1   | Impact de Montréal | Stade Azteca, Mexico                                                       |                                                                            |
| 22 avril 2015 20h00 (heure locale) | Oribe Peralta 88e | (0 - 1) | 17e Ignacio Piatti | Spectateurs : 56 783 Diffuseur : TVA Sports 2 Arbitrage : Héctor Rodriguez | Spectateurs : 56 783 Diffuseur : TVA Sports 2 Arbitrage : Héctor Rodriguez |
| 22 avril 2015 20h00 (heure locale) | (rapport) |         | | Spectateurs : 56 783 Diffuseur : TVA Sports 2 Arbitrage : Héctor Rodriguez | Spectateurs : 56 783 Diffuseur : TVA Sports 2 Arbitrage : Héctor Rodriguez |
| 22 avril 2015 20h00 (heure locale) | Muñoz - Pimentel, Samudio, Pablo Aguilar, Paul Aguilar ( 89e) - Pellerano ( 70e Guerrero), Quintero, Martínez ( 45e, 45e Peralta), Sambueza - Benedetto ( 80e Zúñiga), Arroyo | Équipes | Bush ( 89e) - Camara ( 66e Miller), Soumare, Ciman, Toia - Reo-Coker ( 76e Bernier), Mallace, Romero ( 88e), Piatti ( 17e), Duka ( 71e, 71e Tissot) - Oduro | Spectateurs : 56 783 Diffuseur : TVA Sports 2 Arbitrage : Héctor Rodriguez | Spectateurs : 56 783 Diffuseur : TVA Sports 2 Arbitrage : Héctor Rodriguez |

| Finale - match retour              | Impact de Montréal | 2 - 4   | Club América | Stade olympique, Montréal                                              |                                                                        |
| 29 avril 2015 20h00 (heure locale) | Andrés Romero 8e · Jack McInerney 88e | (1 - 0) | 50e 67e 81e Darío Benedetto · 65e Oribe Peralta | Spectateurs : 61 004 Diffuseur : TVA Sports Arbitrage : Henry Bejarano | Spectateurs : 61 004 Diffuseur : TVA Sports Arbitrage : Henry Bejarano |
| 29 avril 2015 20h00 (heure locale) | (rapport) |         | | Spectateurs : 61 004 Diffuseur : TVA Sports Arbitrage : Henry Bejarano | Spectateurs : 61 004 Diffuseur : TVA Sports Arbitrage : Henry Bejarano |
| 29 avril 2015 20h00 (heure locale) | Nicht - Reo-Coker, Soumare ( 24e), Ciman ( 63e), Toia ( 70e Tissot) - Donadel ( 67e McInerney), Mallace ( 79e Bernier), Romero ( 37e), Piatti, Duka - Oduro ( 69e) | Équipes | Muñoz - Paul Aguilar, Pablo Aguilar ( 34e), Alvarado, Samudio - Sambueza ( 87e Mares), Guerrero ( 28e), Martínez ( 36e, Quintero ( 82e Madueña) - Peralta ( 85e Arroyo) Benedetto ( 69e) | Spectateurs : 61 004 Diffuseur : TVA Sports Arbitrage : Henry Bejarano | Spectateurs : 61 004 Diffuseur : TVA Sports Arbitrage : Henry Bejarano |

## Major League Soccer 2015
| Match 1           | DC United | 1-0     | Impact de Montréal | RFK Stadium, Washington                      |                                              |
| 7 mars 2015 16h00 | Jairo Arrieta 58e | (0-0)   | | Spectateurs : 11 549 Arbitrage : Mark Geiger | Spectateurs : 11 549 Arbitrage : Mark Geiger |
| 7 mars 2015 16h00 | Rapport |         | | Spectateurs : 11 549 Arbitrage : Mark Geiger | Spectateurs : 11 549 Arbitrage : Mark Geiger |
| 7 mars 2015 16h00 | Hamid - Korb, Boswell, Birnbaum, Franklin - Rolfe ( 77e Aguilar), Kitchen, Arnaud, DeLeon - Arrieta ( 90e Farfan), Pontius ( 66e Doyle) | Équipes | Bush - Camara, Soumare, Ciman, Toia - Reo-Coker, Mallace, Mapp ( 86e Oduro), Piatti ( 76e Alexander), Duka - McInerney ( 71e Porter) | Spectateurs : 11 549 Arbitrage : Mark Geiger | Spectateurs : 11 549 Arbitrage : Mark Geiger |

| Match 2            | New England Revolution | 0-0     | Impact de Montréal | Gillette Stadium, Foxborough                     |                                                  |
| 21 mars 2015 15:00 | | (0-0)   | | Spectateurs : 14 189 Arbitrage : Edvin Jurisevic | Spectateurs : 14 189 Arbitrage : Edvin Jurisevic |
| 21 mars 2015 15:00 | Rapport |         | | Spectateurs : 14 189 Arbitrage : Edvin Jurisevic | Spectateurs : 14 189 Arbitrage : Edvin Jurisevic |
| 21 mars 2015 15:00 | Shuttleworth - Hall ( 90+1e), Farrell, Barnes, Tierney - Caldwell, Kobayashi, Rowe ( 63e Davies), Nguyen, Fagundez - Agudelo ( 84e Neumann) | Équipes | Bush - Camara ( 29e, 61e), Cabrera ( 8e), Ciman, Toia - Reo-Coker, Mallace ( 39e), Oduro ( 56e Romero), Alexander ( 84e Gagnon-Laparé), Tissot, Porter ( 20e McInerney ( 90+3e)) | Spectateurs : 14 189 Arbitrage : Edvin Jurisevic | Spectateurs : 14 189 Arbitrage : Edvin Jurisevic |

| Match 3            | Impact de Montréal | 2-2     | Orlando City SC | Stade olympique, Montréal                  |                                            |
| 28 mars 2015 16:00 | Ignacio Piatti 14e (pen.) · Jack McInerney 27e | (2-2)   | 29e Pedro Ribeiro · 30e Kaká                                                                                          | Spectateurs : 25 245 Arbitrage : Ted Unkel | Spectateurs : 25 245 Arbitrage : Ted Unkel |
| 28 mars 2015 16:00 | Rapport |         | | Spectateurs : 25 245 Arbitrage : Ted Unkel | Spectateurs : 25 245 Arbitrage : Ted Unkel |
| 28 mars 2015 16:00 | Kronberg - Cabrera, Soumare, Lefèvre, Toia - Reo-Coker ( 74e, 82e Bernier), Donadel ( 58e, 69e Romero), Oduro ( 34e), Alexander, Piatti ( 15e) - McInerney ( 84e Williams) | Équipes | Ricketts - Boden, Collin ( 69e), St Ledger, Hines - Turner ( 76e), Okugo, Avila, Kaká - Ribeiro, Mwanga ( 66e Rochez) | Spectateurs : 25 245 Arbitrage : Ted Unkel | Spectateurs : 25 245 Arbitrage : Ted Unkel |

| Match 4             | Houston Dynamo | 3-0     | Impact de Montréal | BBVA Stadium, Houston                          |                                                |
| 11 avril 2015 20:30 | Giles Barnes 15e · Ricardo Clark 72e · Rob Lovejoy 80e                                                                                       | (1-0)   | | Spectateurs : 18 924 Arbitrage : Fotis Bazakos | Spectateurs : 18 924 Arbitrage : Fotis Bazakos |
| 11 avril 2015 20:30 | Rapport |         | | Spectateurs : 18 924 Arbitrage : Fotis Bazakos | Spectateurs : 18 924 Arbitrage : Fotis Bazakos |
| 11 avril 2015 20:30 | Deric - Beasley, Horst, Taylor ( 67e), Sarkodie - Davis, Garrido ( 64e Lovejoy), Sturgis, Clark, Garcia ( 53e Lopez) - Barnes ( 90e Hoffman) | Équipes | Bush - Cabrera ( 82e Camara), Soumare, Ciman ( 89e), Toia - Bernier ( 67e Reo-Coker ( 90+2e)), Alexander ( 65e), Romero, Piatti, Duka ( 67e Oduro) - McInerney | Spectateurs : 18 924 Arbitrage : Fotis Bazakos | Spectateurs : 18 924 Arbitrage : Fotis Bazakos |

| Match 5          | Impact de Montréal | 1-2     | Portland Timbers | Stade Saputo, Montréal                       |                                              |
| 9 mai 2015 16:00 | Dominic Oduro 71e | (0-0)   | 64e Nat Borchers · 70e Diego Valeri | Spectateurs : 13 020 Arbitrage : Mark Geiger | Spectateurs : 13 020 Arbitrage : Mark Geiger |
| 9 mai 2015 16:00 | Rapport |         | | Spectateurs : 13 020 Arbitrage : Mark Geiger | Spectateurs : 13 020 Arbitrage : Mark Geiger |
| 9 mai 2015 16:00 | Bush - Reo-Coker, Soumare, Ciman, Miller - Donadel, Mallace ( 61e Alexander), Duka, ( 69e Oduro), Piatti, Romero ( 78e) - McInerney ( 86e Cooper) | Équipes | Kwasarey - Powell, Villafaña, Ridgewell, Borchers - Nagbe, Valeri ( 72e Asprilla), Jewsbury, Wallace ( 81e Yartey) - Adi ( 87e Urruti) | Spectateurs : 13 020 Arbitrage : Mark Geiger | Spectateurs : 13 020 Arbitrage : Mark Geiger |

| Match 6           | Impact de Montréal | 4 - 1   | Real Salt Lake | Stade Saputo, Montréal                           |                                                  |
| 16 mai 2015 16h00 | Laurent Ciman 18e · Andrés Romero 20e 29e · Dilly Duka 78e                                                                                              | (3 - 0) | Devon Sandoval 47e | Spectateurs : 12 158 Arbitrage : Silviu Petrescu | Spectateurs : 12 158 Arbitrage : Silviu Petrescu |
| 16 mai 2015 16h00 | Rapport |         | | Spectateurs : 12 158 Arbitrage : Silviu Petrescu | Spectateurs : 12 158 Arbitrage : Silviu Petrescu |
| 16 mai 2015 16h00 | Bush - Miller ( 76e), Ciman, Soumare, Reo-Coker - Donadel ( 8e) ( 76e Bernier), Mallace, Duka, Piatti, Romero ( 67e Alexander) - Oduro ( 63e McInerney) | Équipes | Rimando - Phillips, Vásquez ( 43e), Olave, Beltran ( 58e) - Beckerman ( 85e Stertzer), Allen ( 38e), Gil, Mulholland ( 61e Saucedo) - Sandoval ( 75e García), Saborío | Spectateurs : 12 158 Arbitrage : Silviu Petrescu | Spectateurs : 12 158 Arbitrage : Silviu Petrescu |

| Match 7           | Impact de Montréal | 2 - 1   | FC Dallas | Stade Saputo, Montréal                       |                                              |
| 23 mai 2015 20h00 | Ignacio Piatti 25e (pen.) · Jack McInerney 50e | (1 - 0) | Matt Hedges 77e | Spectateurs : 13 020 Arbitrage : Chris Penso | Spectateurs : 13 020 Arbitrage : Chris Penso |
| 23 mai 2015 20h00 | Rapport |         | | Spectateurs : 13 020 Arbitrage : Chris Penso | Spectateurs : 13 020 Arbitrage : Chris Penso |
| 23 mai 2015 20h00 | Bush - Miller ( 36e Toia), Ciman, Soumare ( 26e), Oyongo - Donadel ( 29e) ( 68e Alexander), Mallace ( 87e), Duka, Piatti, Romero ( 58e) ( 83e Bernier) - McInerney ( 90+3e) | Équipes | Kennedy - Watson, Hedges ( 75e), Hernandez ( 80e Harris), Zimmerman - Castillo, Díaz, Michel ( 53e Akindele), Hollingshead ( 73e Bekker) - Ulloa, Pérez | Spectateurs : 13 020 Arbitrage : Chris Penso | Spectateurs : 13 020 Arbitrage : Chris Penso |

| Match 8           | Chicago Fire | 3 - 0   | Impact de Montréal | Toyota Park, Bridgeview                        |                                                |
| 30 mai 2015 20h00 | Harrison Shipp 13e · Jeff Larentowicz 45e (pen.) · Kennedy Igboananike 72e                                                                    | (2 - 0) | | Spectateurs : 15 256 Arbitrage : Allen Chapman | Spectateurs : 15 256 Arbitrage : Allen Chapman |
| 30 mai 2015 20h00 | Rapport |         | | Spectateurs : 15 256 Arbitrage : Allen Chapman | Spectateurs : 15 256 Arbitrage : Allen Chapman |
| 30 mai 2015 20h00 | Busch - Gehrig, Larentowicz, Adaílton, Jones - Polster ( 80e Guly), Cociș, Shipp, Maloney, Accam ( 66e Amarikwa) - Igboananike ( 75e Johnson) | Équipes | Bush - Reo-Coker ( 3e), Ciman, Soumare, Toia - Donadel ( 23e, 37e), Mallace ( 70e, 76e Bernier), Duka, Piatti ( 60e Jackson-Hamel), Oyongo - McInerney ( 46e Alexander) | Spectateurs : 15 256 Arbitrage : Allen Chapman | Spectateurs : 15 256 Arbitrage : Allen Chapman |

| Match 9           | Impact de Montréal | 2 - 1   | Vancouver Whitecaps FC | Stade Saputo, Montréal                              |                                                     |
| 3 juin 2015 20h00 | Jack McInerney 14e · Ignacio Piatti 83e | (1 - 0) | Pedro Morales 79e (pen.) | Spectateurs : 10 035 Arbitrage : Armando Villarreal | Spectateurs : 10 035 Arbitrage : Armando Villarreal |
| 3 juin 2015 20h00 | Rapport |         | | Spectateurs : 10 035 Arbitrage : Armando Villarreal | Spectateurs : 10 035 Arbitrage : Armando Villarreal |
| 3 juin 2015 20h00 | Bush - Toia, Ciman, Lefèvre, Oyongo - Bernier ( 81e Jackson-Hamel), Mallace, Alexander ( 63e Tissot), Piatti, Romero - McInerney ( 78e Reo-Coker) | Équipes | Ousted - Parker ( 71e), Rodríguez ( 46e), Waston, Harvey ( 90e) - Laba, Teibert ( 74e Morales), Mezquida, Rosales ( 70e Rivero), Manneh ( 63e Techera) - Mattocks | Spectateurs : 10 035 Arbitrage : Armando Villarreal | Spectateurs : 10 035 Arbitrage : Armando Villarreal |

| Match 10          | Columbus Crew SC | 1 - 2   | Impact de Montréal | Mapfre Stadium, Columbus                   |                                            |
| 6 juin 2015 19h30 | Federico Higuaín 90+1e | (0 - 0) | Maxim Tissot 55e · Andrés Romero 79e | Spectateurs : 12 265 Arbitrage : Ted Unkel | Spectateurs : 12 265 Arbitrage : Ted Unkel |
| 6 juin 2015 19h30 | Rapport |         | | Spectateurs : 12 265 Arbitrage : Ted Unkel | Spectateurs : 12 265 Arbitrage : Ted Unkel |
| 6 juin 2015 19h30 | Clark - Jiménez, Parkhurst, Wahl, Francis - Finlay ( 68e Speas), Higuaín, Steindórsson ( 64e Meram), Saeid ( 80e Schoenfeld), Tchani - Kamara | Équipes | Bush - Toia ( 87e), Ciman, Lefèvre, Reo-Coker - Romero ( 78e), Alexander ( 68e Mallace), Piatti, Donadel ( 75e, 80e Bernier), Tissot ( 82e Cabrera) - McInerney( 90+3e) | Spectateurs : 12 265 Arbitrage : Ted Unkel | Spectateurs : 12 265 Arbitrage : Ted Unkel |

| Match 11           | New York City FC | 3 - 1   | Impact de Montréal | Yankee Stadium, New York                      |                                               |
| 13 juin 2015 19h00 | David Villa 31e · Mix Diskerud 76e · Kwadwo Poku 90e | (1 - 0) | Wandrille Lefèvre 88e | Spectateurs : 24 042 Arbitrage : Jair Marrufo | Spectateurs : 24 042 Arbitrage : Jair Marrufo |
| 13 juin 2015 19h00 | Rapport |         | | Spectateurs : 24 042 Arbitrage : Jair Marrufo | Spectateurs : 24 042 Arbitrage : Jair Marrufo |
| 13 juin 2015 19h00 | Saunders - Allen ( 52e, Hernandez, Facey, Wingert ( 78e Brovsky) - Jacobson, Ballouchy ( 65e Diskerud), McNamara, Grabavoy - Villa, Mullins ( 75e Poku) | Équipes | Bush - Cabrera ( 46e Jackson-Hamel), Ciman, Lefèvre, Toia - Reo-Coker, Mallace ( 70e Bernier), Alexander, Piatti ( 78e Gagnon-Laparé), Romero - McInerney | Spectateurs : 24 042 Arbitrage : Jair Marrufo | Spectateurs : 24 042 Arbitrage : Jair Marrufo |

| Match 12           | Impact de Montréal | 2 - 0   | Orlando City SC | Stade Saputo, Montréal                           |                                                  |
| 20 juin 2015 20h00 | Donny Toia 36e · Dominic Oduro 90+3e | (1 - 0) | | Spectateurs : 17 820 Arbitrage : Edvin Jurisevic | Spectateurs : 17 820 Arbitrage : Edvin Jurisevic |
| 20 juin 2015 20h00 | Rapport |         | | Spectateurs : 17 820 Arbitrage : Edvin Jurisevic | Spectateurs : 17 820 Arbitrage : Edvin Jurisevic |
| 20 juin 2015 20h00 | Bush ( 89e) - Oyongo, Ciman, Soumare, Toia - Reo-Coker, Donadel ( 72e Bernier), Tissot, Piatti ( 81e Mallace), Romero - McInerney ( 67e Oduro) | Équipes | Hall - Collin ( 49e Hines), Boden, Ramos, St Ledger - Shea, Higuita ( 45+1e, 77e Ribeiro), Cerén, Kaká, Neal ( 61e Rivas) - Larin | Spectateurs : 17 820 Arbitrage : Edvin Jurisevic | Spectateurs : 17 820 Arbitrage : Edvin Jurisevic |

| Match 13           | Toronto FC | 3 - 1   | Impact de Montréal | BMO Field, Toronto                          |                                             |
| 24 juin 2015 20h00 | Michael Bradley 27e · Jozy Altidore 56e · Sebastian Giovinco 82e (pen.)                                                                             | (1 - 1) | Ambroise Oyongo 19e | Spectateurs : 24 895 Arbitrage : Alan Kelly | Spectateurs : 24 895 Arbitrage : Alan Kelly |
| 24 juin 2015 20h00 | Rapport |         | | Spectateurs : 24 895 Arbitrage : Alan Kelly | Spectateurs : 24 895 Arbitrage : Alan Kelly |
| 24 juin 2015 20h00 | Konopka - Creavalle, Perquis, Zavaleta, Morrow - Warner, Delgado ( 78e Chapman), Bradley, Osorio - Giovinco ( 88e Jackson), Altidore ( 66e Findley) | Équipes | Bush - Oyongo, Ciman ( 70e), Soumare ( 20e), Toia - Reo-Coker, Donadel, Tissot ( 57e Duka), Piatti ( 77e Bernier), Romero ( 68e Oduro) - McInerney | Spectateurs : 24 895 Arbitrage : Alan Kelly | Spectateurs : 24 895 Arbitrage : Alan Kelly |

| Match 14           | Philadelphia Union | 2 - 2   | Impact de Montréal | PPL Park, Chester                             |                                               |
| 27 juin 2015 19h00 | Eric Ayuk 8e · Maurice Edu 75e | (1 - 1) | Ignacio Piatti 28e · Jack McInerney 70e | Spectateurs : 17 531 Arbitrage : Sorin Stoica | Spectateurs : 17 531 Arbitrage : Sorin Stoica |
| 27 juin 2015 19h00 | Rapport |         | | Spectateurs : 17 531 Arbitrage : Sorin Stoica | Spectateurs : 17 531 Arbitrage : Sorin Stoica |
| 27 juin 2015 19h00 | Sylvestre - Gaddis, Edu ( 41e), Marquez, Fabinho - Nogueira, Carroll ( 72e Fred), Ayuk ( 41e, 77e), Maidana ( 81e Williams), Pfeffer ( 57e Wenger) - Sapong | Équipes | Bush - Oyongo, Ciman, Cabrera, Toia ( 72e) - Mallace, Bernier ( 22e, 67e), Duka ( 69e Donadel), Piatti, Romero ( 86e Reo-Coker) - Oduro ( 60e McInerney) | Spectateurs : 17 531 Arbitrage : Sorin Stoica | Spectateurs : 17 531 Arbitrage : Sorin Stoica |

| Match 15             | Impact de Montréal | 1 - 2   | New York City FC | Stade Saputo, Montréal                          |                                                 |
| 4 juillet 2015 20h00 | Ignacio Piatti 77e (pen.) | (0 - 1) | David Villa 34e 82e | Spectateurs : 18 112 Arbitrage : Jorge Gonzalez | Spectateurs : 18 112 Arbitrage : Jorge Gonzalez |
| 4 juillet 2015 20h00 | Rapport |         | | Spectateurs : 18 112 Arbitrage : Jorge Gonzalez | Spectateurs : 18 112 Arbitrage : Jorge Gonzalez |
| 4 juillet 2015 20h00 | Bush ( 89e) - Oyongo, Ciman ( 69e), Cabrera, Toia ( 88e Miller) - Mallace ( 63e Oduro), Donadel, Duka ( 83e Jackson-Hamel), Piatti, Romero ( 90+3e) - McInerney | Équipes | Saunders - Wingert, Watson-Siriboe, Allen ( 61e), Facey - Jacobson, Poku ( 45+1e, 83e Nemec), Ballouchy ( 65e Grabavoy), McNamara - Villa, Mullins ( 53e, 80e Álvarez) | Spectateurs : 18 112 Arbitrage : Jorge Gonzalez | Spectateurs : 18 112 Arbitrage : Jorge Gonzalez |

| Match 16              | Impact de Montréal | 3 - 0   | Columbus Crew SC | Stade Saputo, Montréal                           |                                                  |
| 11 juillet 2015 20h00 | Dominic Oduro 5e · Marco Donadel 8e · Dominic Oduro 80e                                                                                                 | (2 - 0) | | Spectateurs : 15 304 Arbitrage : Silviu Petrescu | Spectateurs : 15 304 Arbitrage : Silviu Petrescu |
| 11 juillet 2015 20h00 | Rapport |         | | Spectateurs : 15 304 Arbitrage : Silviu Petrescu | Spectateurs : 15 304 Arbitrage : Silviu Petrescu |
| 11 juillet 2015 20h00 | Bush - Oyongo ( 66e), Ciman, Cabrera ( 65e Soumare ( 86e)), Toia - Mallace, Donadel, Duka ( 24e 80e Reo-Coker), Piatti, Oduro - McInerney ( 71e Miller) | Équipes | Clark - Pogatetz ( 77e Schoenfeld), Jimenez ( 32e Klute), Parkhurst, Francis - Finlay, Higuaín, Meram ( 55e), Saeid ( 25e, 46e Trapp), Tchani - Kamara | Spectateurs : 15 304 Arbitrage : Silviu Petrescu | Spectateurs : 15 304 Arbitrage : Silviu Petrescu |

| Match 17              | Sporting Kansas City | 2 - 1   | Impact de Montréal | Sporting Park, Kansas City                       |                                                  |
| 18 juillet 2015 20h00 | Benny Feilhaber 4e · Dom Dwyer 34e | (2 - 0) | Ignacio Piatti 59e | Spectateurs : 19 070 Arbitrage : Ricardo Salazar | Spectateurs : 19 070 Arbitrage : Ricardo Salazar |
| 18 juillet 2015 20h00 | Rapport |         | | Spectateurs : 19 070 Arbitrage : Ricardo Salazar | Spectateurs : 19 070 Arbitrage : Ricardo Salazar |
| 18 juillet 2015 20h00 | Melia - Dia, Besler, Abdul-Salaam, Ellis - Mustivar, Feilhaber ( 74e Nagamura), Espinoza, Németh ( 63e Hallisey) - Dwyer, Peterson ( 79e Myers) | Équipes | Bush - Cabrera, Toia, Oyongo, Ciman - Duka ( 84e Tissot), Piatti, Mallace ( 68e Reo-Coker), Donadel ( 84e), Romero - Oduro ( 74e Jackson-Hamel) | Spectateurs : 19 070 Arbitrage : Ricardo Salazar | Spectateurs : 19 070 Arbitrage : Ricardo Salazar |

| Match 18              | Impact de Montréal | 1 - 0   | Seattle Sounders FC | Stade Saputo, Montréal                       |                                              |
| 25 juillet 2015 20h00 | Laurent Ciman 88e | (0 - 0) | | Spectateurs : 17 209 Arbitrage : Chris Penso | Spectateurs : 17 209 Arbitrage : Chris Penso |
| 25 juillet 2015 20h00 | Rapport |         | | Spectateurs : 17 209 Arbitrage : Chris Penso | Spectateurs : 17 209 Arbitrage : Chris Penso |
| 25 juillet 2015 20h00 | Bush - Oyongo, Ciman, Cabrera, Toia - Mallace ( 88e Bernier), Donadel ( 90e), Duka ( 71e McInerney ( 90+3e)), Piatti, Romero ( 78e Tissot) - Oduro | Équipes | Perkins - Mears, Marshall, Scott, Gonzalez ( 73e Remick) - Rose, Alonso, Friberg ( 78e Pineda ( 84e)) - Roldan, Neagle, Barrett ( 68e Jones) | Spectateurs : 17 209 Arbitrage : Chris Penso | Spectateurs : 17 209 Arbitrage : Chris Penso |

| Match 19            | New York City FC | 2 - 3   | Impact de Montréal | Yankee Stadium, New York                            |                                                     |
| 1er août 2015 14h00 | David Villa 68e (pen.) · Thomas McNamara 85e | (0 - 2) | Dominic Oduro 5e · Ignacio Piatti 32e 84e (pen.)                                                                                                   | Spectateurs : 27 645 Arbitrage : José Carlos Rivera | Spectateurs : 27 645 Arbitrage : José Carlos Rivera |
| 1er août 2015 14h00 | Rapport |         | | Spectateurs : 27 645 Arbitrage : José Carlos Rivera | Spectateurs : 27 645 Arbitrage : José Carlos Rivera |
| 1er août 2015 14h00 | Saunders - Iraola, Angeliño, Hernandez ( 53e), Mena ( 43e) - Pirlo, Jacobson ( 69e Lampard), Calle ( 22e, 59e Diskerud), Grabavoy ( 59e Poku), McNamara - Villa | Équipes | Bush - Oyongo, Ciman, Cabrera, Toia - Mallace ( 69e Reo-Coker), Donadel ( 45+1e), Duka ( 79e Alexander), Piatti, Romero ( 75e, 86e Tissot) - Oduro | Spectateurs : 27 645 Arbitrage : José Carlos Rivera | Spectateurs : 27 645 Arbitrage : José Carlos Rivera |

| Match 20          | Impact de Montréal | 1 - 1   | New York Red Bulls | Stade Saputo, Montréal                     |                                            |
| 5 août 2015 20h00 | Dominic Oduro 42e | (1 - 0) | Lloyd Sam 52e | Spectateurs : 19 213 Arbitrage : Ted Unkel | Spectateurs : 19 213 Arbitrage : Ted Unkel |
| 5 août 2015 20h00 | Rapport |         | | Spectateurs : 19 213 Arbitrage : Ted Unkel | Spectateurs : 19 213 Arbitrage : Ted Unkel |
| 5 août 2015 20h00 | Bush - Oyongo, Ciman 14e, 79e, Cabrera, Toia - Mallace ( 77e Bernier), Alexander ( 55e, 57e Reo-Coker), Duka, Piatti, Romero ( 62e Venegas ( 75e)) - Oduro | Équipes | Robles - Lade ( 46e Zizzo), Ouimette, Lawrence, Miazga - McCarty, Felipe, Sam ( 88e Abang), Grella ( 31e, 67e S. Wright-Phillips ( 75e)), Kljestan - B. Wright-Phillips | Spectateurs : 19 213 Arbitrage : Ted Unkel | Spectateurs : 19 213 Arbitrage : Ted Unkel |

| Match 21          | Impact de Montréal | 0 - 1   | DC United | Stade Saputo, Montréal                        |                                               |
| 8 août 2015 20h00 | | (0 - 1) | Chris Rolfe 13e | Spectateurs : 18 769 Arbitrage : Sorin Stoica | Spectateurs : 18 769 Arbitrage : Sorin Stoica |
| 8 août 2015 20h00 | Rapport |         | | Spectateurs : 18 769 Arbitrage : Sorin Stoica | Spectateurs : 18 769 Arbitrage : Sorin Stoica |
| 8 août 2015 20h00 | Bush - Oyongo, Lefèvre, Cabrera, Miller - Donadel ( 74e), Alexander ( 58e Duka), Venegas ( 45e), Piatti ( 40e), Romero ( 82e Jackson-Hamel) - Oduro | Équipes | Hamid - Boswell, Korb, Birnbaum, Kemp - Rolfe ( 84e Pontius), Arnaud ( 64e), DeLeon ( 46e Doyle), Kitchen - Arrieta ( 71e Franklin ( 78e)), Saborio | Spectateurs : 18 769 Arbitrage : Sorin Stoica | Spectateurs : 18 769 Arbitrage : Sorin Stoica |

| Match 22           | Impact de Montréal | 0 - 1   | Philadelphia Union | Stade Saputo, Montréal                           |                                                  |
| 22 août 2015 20h00 | | (0 - 0) | Sébastien Le Toux 78e | Spectateurs : 20 801 Arbitrage : Edvin Jurisevic | Spectateurs : 20 801 Arbitrage : Edvin Jurisevic |
| 22 août 2015 20h00 | Rapport |         | | Spectateurs : 20 801 Arbitrage : Edvin Jurisevic | Spectateurs : 20 801 Arbitrage : Edvin Jurisevic |
| 22 août 2015 20h00 | Bush - Oyongo, Lefèvre, Ciman, Toia - Donadel ( 25e), Mallace ( 81e Jackson-Hamel), Duka ( 59e Drogba), Venegas, Romero ( 69e Mapp) - Oduro ( 90+2e) | Équipes | Blake - Fabinho ( 73e), Gaddis, Marquez, Vitoria - Carroll, Maidana, Lahoud ( 66e Nogueira), Le Toux, Barnetta ( 75e Ayuk Mbu) - Sapong | Spectateurs : 20 801 Arbitrage : Edvin Jurisevic | Spectateurs : 20 801 Arbitrage : Edvin Jurisevic |

| Match 23           | Toronto FC | 2 - 1   | Impact de Montréal | BMO Field, Toronto                                  |                                                     |
| 29 août 2015 16h00 | Michael Bradley 35e · Jozy Altidore 55e | (1 - 0) | Dominic Oduro 74e | Spectateurs : 30 266 Arbitrage : Armando Villarreal | Spectateurs : 30 266 Arbitrage : Armando Villarreal |
| 29 août 2015 16h00 | Rapport |         | | Spectateurs : 30 266 Arbitrage : Armando Villarreal | Spectateurs : 30 266 Arbitrage : Armando Villarreal |
| 29 août 2015 16h00 | Konopka - Kantari, Lovitz ( 46e Morgan), Williams, Morrow - Cheyrou ( 33e Altidore), Warner ( 24e), Osorio, Delgado, Bradley - Giovinco ( 51e Findley) | Équipes | Kronberg - Oyongo, Cabrera ( 24e), Ciman ( 45+2e, 77e), Toia - Donadel, Mallace, Tissot ( 58e Mapp), Venegas ( 58e Jackson-Hamel), Romero ( 80e Miller) - Oduro ( 90+4e) | Spectateurs : 30 266 Arbitrage : Armando Villarreal | Spectateurs : 30 266 Arbitrage : Armando Villarreal |

| Match 24               | Impact de Montréal | 4 - 3   | Chicago Fire | Stade Saputo, Montréal                           |                                                  |
| 5 septembre 2015 20h00 | Didier Drogba 27e 61e 65e · Wandrille Lefèvre 42e | (2 - 2) | Jeff Larentowicz 36e (pen.) · Gilberto 44e · Kennedy Igboananike 59e                                                                                          | Spectateurs : 20 801 Arbitrage : Silviu Petrescu | Spectateurs : 20 801 Arbitrage : Silviu Petrescu |
| 5 septembre 2015 20h00 | Rapport |         | | Spectateurs : 20 801 Arbitrage : Silviu Petrescu | Spectateurs : 20 801 Arbitrage : Silviu Petrescu |
| 5 septembre 2015 20h00 | Bush ( 86e) - Reo-Coker, Lefèvre, Toia, Tissot ( 24e) - Donadel, Mallace , Piatti ( 70e Duka), ), Romero ( 75e Alexander), Mapp ( 87e Oduro) - Drogba | Équipes | S. Johnson - Palmer, Gehrig, Larentowicz, Cochrane - Nyarko ( 83e J. Johnson), Cociș ( 75e Watson), Stephens, Shipp - Igboananike, Gilberto ( 54e, 75e Magee) | Spectateurs : 20 801 Arbitrage : Silviu Petrescu | Spectateurs : 20 801 Arbitrage : Silviu Petrescu |

| Match 26                | San Jose Earthquakes | 1 - 1   | Impact de Montréal | Avaya Stadium, San José                        |                                                |
| 16 septembre 2015 22h30 | Chris Wondolowski 35e | (1 - 0) | Kyle Bekker 65e | Spectateurs : 18 000 Arbitrage : Allen Chapman | Spectateurs : 18 000 Arbitrage : Allen Chapman |
| 16 septembre 2015 22h30 | Rapport |         | | Spectateurs : 18 000 Arbitrage : Allen Chapman | Spectateurs : 18 000 Arbitrage : Allen Chapman |
| 16 septembre 2015 22h30 | Bingham - Goodson, Alashe, Wynne, Francis ( 89e Thompson) - Godoy, Pelosi ( 75e), Pérez García ( 78e Jahn), Salinas - Wondolowski, Amarikwa ( 78e Cato) | Équipes | Kronberg ( 84e) - Oyongo ( 49e), Camara, Lefèvre, Miller - Reo-Coker ( 64e Mallace), Bekker, Alexander ( 53e Toia), Duka, Venegas ( 73e Romero) - Oduro | Spectateurs : 18 000 Arbitrage : Allen Chapman | Spectateurs : 18 000 Arbitrage : Allen Chapman |

| Match 27                | Impact de Montréal | 3 - 0   | New England Revolution | Stade Saputo, Montréal                           |                                                  |
| 19 septembre 2015 20h00 | Johan Venegas 5e · Didier Drogba 60e · Dilly Duka 76e                                                                                             | (1 - 0) | | Spectateurs : 20 801 Arbitrage : Ricardo Salazar | Spectateurs : 20 801 Arbitrage : Ricardo Salazar |
| 19 septembre 2015 20h00 | Rapport |         | | Spectateurs : 20 801 Arbitrage : Ricardo Salazar | Spectateurs : 20 801 Arbitrage : Ricardo Salazar |
| 19 septembre 2015 20h00 | Bush - Toia, Ciman ( 63e), Cabrera, Miller - Donadel ( 69e), Mallace ( 54e Reo-Coker), Romero ( 71e Duka), Piatti ( 77e Bekker), Venegas - Drogba | Équipes | Shuttleworth - Farrell, Tierney, Hall ( 70e Agudelo), Gonçalves - Jones, Rowe, Nguyen, Bunbury ( 61e Fagundez), Neumann ( 61e Caldwell), Davies | Spectateurs : 20 801 Arbitrage : Ricardo Salazar | Spectateurs : 20 801 Arbitrage : Ricardo Salazar |

| Match 28                | Impact de Montréal | 2 - 1   | Chicago Fire | Stade Saputo, Montréal                         |                                                |
| 23 septembre 2015 20h00 | Didier Drogba 39e · Andrés Romero 76e | (1 - 0) | David Accam 50e | Spectateurs : 17 832 Arbitrage : Fotis Bazakos | Spectateurs : 17 832 Arbitrage : Fotis Bazakos |
| 23 septembre 2015 20h00 | Rapport |         | | Spectateurs : 17 832 Arbitrage : Fotis Bazakos | Spectateurs : 17 832 Arbitrage : Fotis Bazakos |
| 23 septembre 2015 20h00 | Bush - Toia, Ciman ( 58e, 90+1e), Cabrera ( 86e), Oyongo - Reo-Coker, Bekker ( 62e Bernier), Duka, Venegas ( 62e Romero ( 76e)), Oduro ( 88e Camara) - Drogba | Équipes | Busch - Palmer, Larentowicz, Harden ( 89e), Doody ( 80e) - Polster ( 56e), Cociș ( 45+1e), Accam, Nyarko ( 83e Shipp) - Igboananike ( 66e Jones), Gilberto ( 78e Magee) | Spectateurs : 17 832 Arbitrage : Fotis Bazakos | Spectateurs : 17 832 Arbitrage : Fotis Bazakos |

| Match 29                | Impact de Montréal | 2 - 0   | DC United | Stade Saputo, Montréal                        |                                               |
| 26 septembre 2015 17h00 | Didier Drogba 4e 11e | (2 - 0) | | Spectateurs : 20 801 Arbitrage : Jair Marrufo | Spectateurs : 20 801 Arbitrage : Jair Marrufo |
| 26 septembre 2015 17h00 | Rapport |         | | Spectateurs : 20 801 Arbitrage : Jair Marrufo | Spectateurs : 20 801 Arbitrage : Jair Marrufo |
| 26 septembre 2015 17h00 | Bush - Toia, Lefèvre, Camara, Oyongo - Reo-Coker ( 66e)), Bernier ( 84e Alexander), Duka, Oduro ( 59e Venegas), Donadel - Drogba ( 53e, 90+2e Williams) | Équipes | Hamid - Franklin, Boswell, Kemp, Birnbaum ( 50e) - Halsti, Pontius ( 71e Farfan), DeLeon ( 49e), Rolfe ( 76e Arrieta) - Saborío ( 46e Doyle ( 76e)), Espindola | Spectateurs : 20 801 Arbitrage : Jair Marrufo | Spectateurs : 20 801 Arbitrage : Jair Marrufo |

| Match 30             | Orlando City SC | 2 - 1   | Impact de Montréal | Citrus Bowl, Orlando                             |                                                  |
| 3 octobre 2015 19h30 | Cyle Larin 33e · Seb Hines 80e | (1 - 1) | Dominic Oduro 43e | Spectateurs : 35 421 Arbitrage : Edvin Jurisevic | Spectateurs : 35 421 Arbitrage : Edvin Jurisevic |
| 3 octobre 2015 19h30 | Rapport |         | | Spectateurs : 35 421 Arbitrage : Edvin Jurisevic | Spectateurs : 35 421 Arbitrage : Edvin Jurisevic |
| 3 octobre 2015 19h30 | Hall ( 44e) - Ramos ( 11e Boden ( 62e)), Collin, Redding ( 11e Hines), Shea ( 87e) - Carrasco, Cerén, Kaká ( 45+5e), Neal ( 69e Rochez), Rivas - Larin | Équipes | Bush - Toia ( 45+2e), Ciman, Cabrera, Oyongo - Reo-Coker, Bernier ( 86e Alexander), Donadel, Romero ( 19e 69e Duka), Venegas ( 45+5e) - Oduro ( 59e Drogba) | Spectateurs : 35 421 Arbitrage : Edvin Jurisevic | Spectateurs : 35 421 Arbitrage : Edvin Jurisevic |

| Match 31             | New York Red Bulls | 2 - 1   | Impact de Montréal | Red Bull Arena, Harrison                   |                                            |
| 7 octobre 2015 19h30 | Sacha Kljestan 16e (pen.) · Lloyd Sam 39e | (2 - 0) | Didier Drogba 68e (pen.) | Spectateurs : 14 691 Arbitrage : Ted Unkel | Spectateurs : 14 691 Arbitrage : Ted Unkel |
| 7 octobre 2015 19h30 | Rapport |         | | Spectateurs : 14 691 Arbitrage : Ted Unkel | Spectateurs : 14 691 Arbitrage : Ted Unkel |
| 7 octobre 2015 19h30 | Robles - Lade ( 76e), Perrinelle, Zubar ( 76e), Zizzo ( 89e) - McCarty, Felipe ( 46e Davis), Sam ( 84e Verón), Grella ( 61e S. Wright-Phillips), Kljestan - B. Wright-Phillips | Équipes | Bush - Toia ( 30e), Ciman ( 71e), Cabrera, Oyongo ( 15e) - Reo-Coker ( 46e Camara), Alexander ( 55e Mallace), Donadel ( 27e), 65e Bernier), Duka, Oduro - Drogba | Spectateurs : 14 691 Arbitrage : Ted Unkel | Spectateurs : 14 691 Arbitrage : Ted Unkel |

| Match 32              | Colorado Rapids | 0 - 1   | Impact de Montréal | Dick's Sporting Goods Park, Commerce City    |                                              |
| 14 octobre 2015 18h00 | | (0 - 1) | Didier Drogba 15e | Spectateurs : 17 427 Arbitrage : Juan Guzmán | Spectateurs : 17 427 Arbitrage : Juan Guzmán |
| 14 octobre 2015 18h00 | Rapport |         | | Spectateurs : 17 427 Arbitrage : Juan Guzmán | Spectateurs : 17 427 Arbitrage : Juan Guzmán |
| 14 octobre 2015 18h00 | MacMath - Hairston, Moor, Sjöberg, St Ledger - Cronin ( 85e Greenspan), Pittinari, Powers ( 14e) - Badji, Ramirez ( 37e, 72e Sanchez), Solignac | Équipes | Bush - Toia, Ciman ( 43e), Camara, Reo-Coker - Bernier, Mallace, Tissot ( 65e Oduro), Piatti, Romero ( 15e Duka) - Drogba ( 90+2e Alexander) | Spectateurs : 17 427 Arbitrage : Juan Guzmán | Spectateurs : 17 427 Arbitrage : Juan Guzmán |

| Match 33              | New England Revolution | 0 - 1   | Impact de Montréal | Gillette Stadium, Foxborough                 |                                              |
| 17 octobre 2015 19h30 | | (0 - 0) | Ignacio Piatti 55e | Spectateurs : 42 947 Arbitrage : Mark Geiger | Spectateurs : 42 947 Arbitrage : Mark Geiger |
| 17 octobre 2015 19h30 | Rapport |         | | Spectateurs : 42 947 Arbitrage : Mark Geiger | Spectateurs : 42 947 Arbitrage : Mark Geiger |
| 17 octobre 2015 19h30 | Shuttleworth - Woodberry, Farrell, Gonçalves, Tierney - Jones, Caldwell ( 79e Kobayashi), Rowe ( 65e Davies), Nguyen, Fagundez - Agudelo | Équipes | Bush - Toia, Cabrera, Lefèvre, Oyongo - Donadel ( 52e), Reo-Coker, Piatti ( 82e Bernier), Venegas ( 5e, 71e Mallace), Duka ( 56e Oduro) - Drogba | Spectateurs : 42 947 Arbitrage : Mark Geiger | Spectateurs : 42 947 Arbitrage : Mark Geiger |

| Match 34              | Impact de Montréal | 2 - 1   | Toronto FC | Stade Saputo, Montréal                      |                                             |
| 25 octobre 2015 17h00 | Didier Drogba 54e 55e | (0 - 1) | 45e Jozy Altidore | Spectateurs : 20 801 Arbitrage : Alan Kelly | Spectateurs : 20 801 Arbitrage : Alan Kelly |
| 25 octobre 2015 17h00 | Rapport |         | | Spectateurs : 20 801 Arbitrage : Alan Kelly | Spectateurs : 20 801 Arbitrage : Alan Kelly |
| 25 octobre 2015 17h00 | Bush - Toia, Ciman, Cabrera ( 90+1e), Oyongo - Reo-Coker ( 88e Camara), Donadel, Piatti, Oduro ( 78e Bernier), Venegas ( 46e Duka) - Drogba | Équipes | Konopka - Kantari, Jackson ( 27e), Morrow, Williams - Cheyrou ( 76e Warner), Bradley, Osorio ( 88e Moore), Findley ( 76e Gómez) - Altidore, Giovinco | Spectateurs : 20 801 Arbitrage : Alan Kelly | Spectateurs : 20 801 Arbitrage : Alan Kelly |

### Championnat canadien de soccer 2015

#### Demi-finale
| Demi-finale - match aller | Impact de Montréal | 1 - 0   | Toronto FC | Stade Saputo, Montréal                                                 |                                                                        |
| 6 mai 2015 19h30          | Jack McInerney 68e | (0 - 0) | | Spectateurs : 12 518 Diffuseur : Sportsnet Arbitrage : Silviu Petrescu | Spectateurs : 12 518 Diffuseur : Sportsnet Arbitrage : Silviu Petrescu |
| 6 mai 2015 19h30          | (rapport) |         | | Spectateurs : 12 518 Diffuseur : Sportsnet Arbitrage : Silviu Petrescu | Spectateurs : 12 518 Diffuseur : Sportsnet Arbitrage : Silviu Petrescu |
| 6 mai 2015 19h30          | Kronberg - Reo-Coker, Lefèvre ( 30e), Ciman, Miller - Bernier ( 78e), Mallace ( 71e Duka), Tissot ( 61e Romero), Alexander, Oduro ( 74e Piatti) - McInerney | Équipes | Konopka - Zavaleta, Morrow, Hagglund, Delgado - Warner, Lovitz ( 74e Chapman), Osorio, Creavalle, Bradley ( 73e Cheyrou) - Moore | Spectateurs : 12 518 Diffuseur : Sportsnet Arbitrage : Silviu Petrescu | Spectateurs : 12 518 Diffuseur : Sportsnet Arbitrage : Silviu Petrescu |

| Demi-finale - match retour | Toronto FC | 3 - 2   | Impact de Montréal | BMO Field, Toronto                                                     |                                                                        |
| 13 mai 2015 19h30          | Jozy Altidore 22e · Benoît Cheyrou 56e · Sebastian Giovinco 58e                                                                                           | (1 - 1) | Kenny Cooper 25e · Dominic Oduro 84e | Spectateurs : 21 069 Diffuseur : Sportsnet Arbitrage : Matieu Bourdeau | Spectateurs : 21 069 Diffuseur : Sportsnet Arbitrage : Matieu Bourdeau |
| 13 mai 2015 19h30          | Rapport |         | | Spectateurs : 21 069 Diffuseur : Sportsnet Arbitrage : Matieu Bourdeau | Spectateurs : 21 069 Diffuseur : Sportsnet Arbitrage : Matieu Bourdeau |
| 13 mai 2015 19h30          | Konopka - Morgan, Perquis, Zavaleta, Morrow ( 89e Hagglund) - Cheyrou, Warner, Osorio ( 81e Creavalle), Bradley - Altidore, ( 81e Moore), Giovinco ( 73e) | Équipes | Kronberg ( 90+5e) - Miller, Ciman, Lefèvre, Tissot - Bernier ( 63e), Mallace ( 68e Piatti), Duka ( 64e Romero), Alexander, Oduro ( 16e) - Cooper ( 32e McInerney) | Spectateurs : 21 069 Diffuseur : Sportsnet Arbitrage : Matieu Bourdeau | Spectateurs : 21 069 Diffuseur : Sportsnet Arbitrage : Matieu Bourdeau |

#### Finale
| Finale - match aller | Impact de Montréal | 2-2     | Vancouver Whitecaps FC | Stade Saputo, Montréal                        |                                               |
| 12 août 2015 19h30   | Laurent Ciman 84e · Anthony Jackson-Hamel 85e                                                                                              | (0-0)   | Darren Mattocks 65e · Pedro Morales 72e | Spectateurs : 12 395 Arbitrage : David Gantar | Spectateurs : 12 395 Arbitrage : David Gantar |
| 12 août 2015 19h30   | Rapport |         | | Spectateurs : 12 395 Arbitrage : David Gantar | Spectateurs : 12 395 Arbitrage : David Gantar |
| 12 août 2015 19h30   | Kronberg - Oyongo, Lefèvre, Ciman, Toia - Donadel, Reo-Coker ( 69e Jackson-Hamel), Duka ( 77e Romero), Venegas, Tissot ( 61e Mapp) - Oduro | Équipes | Tornaghi ( 90+1e) - Rodríguez ( 46e Dean), Harvey, Waston ( 11e), Parker - Flores, Froese ( 88e Manneh), Laba ( 68e Koffie), Morales, Teibert - Mattocks | Spectateurs : 12 395 Arbitrage : David Gantar | Spectateurs : 12 395 Arbitrage : David Gantar |

| Finale - match retour | Vancouver Whitecaps FC | 2-0     | Impact de Montréal | BC Place, Vancouver                              |                                                  |
| 26 août 2015 22h00    | Octavio Rivero 40e · Tim Parker 53e | (1-0)   | | Spectateurs : 19 616 Arbitrage : Silviu Petrescu | Spectateurs : 19 616 Arbitrage : Silviu Petrescu |
| 26 août 2015 22h00    | Rapport |         | | Spectateurs : 19 616 Arbitrage : Silviu Petrescu | Spectateurs : 19 616 Arbitrage : Silviu Petrescu |
| 26 août 2015 22h00    | Ousted - Beitashour, Waston, Parker, Harvey - Teibert, Koffie ( 84e Laba), Techera, Morales ( 68e Rosales), Manneh - Rivero ( 72e Mattocks) | Équipes | Kronberg - Oyongo, Cabrera ( 22e, 30e), Ciman ( 23e), Toia - Donadel ( 73e Alexander), Reo-Coker, Mallace, Venegas ( 64e Romero), Mapp - Oduro ( 31e, 64e Jackson-Hamel) | Spectateurs : 19 616 Arbitrage : Silviu Petrescu | Spectateurs : 19 616 Arbitrage : Silviu Petrescu |

### Séries éliminatoires

#### Premier tour
| Premier tour                | Impact de Montréal | 3 - 0   | Toronto FC | Stade Saputo, Montréal                            |                                                   |
| 29 octobre 2015 19:00 UTC-5 | Patrice Bernier 18e · Ignacio Piatti 33e · Didier Drogba 39e                                                                       | (3 - 0) | | Spectateurs : 18 069 Arbitrage : Baldomero Toledo | Spectateurs : 18 069 Arbitrage : Baldomero Toledo |
| 29 octobre 2015 19:00 UTC-5 | Rapport |         | | Spectateurs : 18 069 Arbitrage : Baldomero Toledo | Spectateurs : 18 069 Arbitrage : Baldomero Toledo |
| 29 octobre 2015 19:00 UTC-5 | Bush - Toia, Ciman, Cabrera, Oyongo - Reo-Coker ( 71e Mallace), Donadel, Duka ( 84e Oduro), Piatti, Bernier ( 77e Bekker) - Drogba | Équipes | Konopka - Jackson, Williams, Kantari ( 46e Zavaleta), Morrow - Findley ( 72e Gómez), Bradley, Cheyrou, Osorio ( 70e Delgado ( 87e)) - Giovinco, Altidore | Spectateurs : 18 069 Arbitrage : Baldomero Toledo | Spectateurs : 18 069 Arbitrage : Baldomero Toledo |

#### Demi-finale de conférence
| Demi-finale - match aller   | Impact de Montréal | 2 - 1   | Columbus Crew SC | Stade Saputo, Montréal                       |                                              |
| 1 novembre 2015 19:00 UTC-5 | Patrice Bernier 37e · Johan Venegas 77e | (1 - 1) | 33e Federico Higuaín | Spectateurs : 17 655 Arbitrage : Chris Penso | Spectateurs : 17 655 Arbitrage : Chris Penso |
| 1 novembre 2015 19:00 UTC-5 | Rapport |         | | Spectateurs : 17 655 Arbitrage : Chris Penso | Spectateurs : 17 655 Arbitrage : Chris Penso |
| 1 novembre 2015 19:00 UTC-5 | Bush - Toia, Ciman, Cabrera ( 45+2e), Oyongo ( 51e) - Reo-Coker ( 67e Mallace), Donadel, Bernier ( 73e Venegas), Oduro ( 61e Duka), Piatti - Drogba ( 87e) | Équipes | Clark - Parkhurst, Afful ( 90+3e), Sauro ( 52e), Francis - Higuaín, Tchani ( 82e George), Meram, Finlay ( 67e Mabwati), Trapp - Kamara | Spectateurs : 17 655 Arbitrage : Chris Penso | Spectateurs : 17 655 Arbitrage : Chris Penso |

| Demi-finale - match retour  | Columbus Crew SC | 3 - 1 a. p. | Impact de Montréal | Mapfre Stadium, Columbus                            |                                                     |
| 7 novembre 2015 18:00 UTC-5 | Kei Kamara 4e · Ethan Finlay 77e · Kei Kamara 111e                                                                                           | (1 - 1)     | 40e Dilly Duka | Spectateurs : 19 026 Arbitrage : Armando Villarreal | Spectateurs : 19 026 Arbitrage : Armando Villarreal |
| 7 novembre 2015 18:00 UTC-5 | Rapport |             | | Spectateurs : 19 026 Arbitrage : Armando Villarreal | Spectateurs : 19 026 Arbitrage : Armando Villarreal |
| 7 novembre 2015 18:00 UTC-5 | Clark - Sauro ( 30e), Afful, Parkhurst,Francis - Finlay, Higuaín, Meram ( 77e Mabwati ( 115e Wahl)), Tchani ( 74e McInerney), Trapp - Kamara | Équipes     | Bush - Toia, Ciman, Cabrera, Oyongo ( 85e Venegas) - Mallace, Donadel ( 85e), Duka ( 65e Camara ( 90+5e)), Piatti, Bernier ( 74e Reo-Coker ( 104e)) - Drogba | Spectateurs : 19 026 Arbitrage : Armando Villarreal | Spectateurs : 19 026 Arbitrage : Armando Villarreal |